# سیبیا
سیبیا (نام علمی: Heterophasia) نام یک سرده از تیره سسکیان است.